# Side Street Angel
Side Street Angel este un film britanic polițist de comedie din 1937. Este regizat de Ralph Ince, în rolurile principale joacă actorii Hugh Williams, Lesley Brook și Henry Kendall.  Filmul este considerat în prezent pierdut.

## Distribuție
- Hugh Williams	...	 Peter
- Lesley Brook	...	 Anne
- Henry Kendall	...	 Boscomb
- Reginald Purdell	...	 McGill
- Phyllis Stanley	...	 Laura
- Madeline Seymour 	...	 Mrs. Kane
- Edna Davies	...	 Loretta